# Ihr werdet weinen und heulen
Ihr werdet weinen und heulen (in tedesco "(Voi) Piangerete e vi rattristerete"), BWV 103, è una cantata sacra di Johann Sebastian Bach, composta in occasione della terza domenica dopo Pasqua.

## Storia
Bach compose la cantata durante il suo secondo anno come Thomaskantor a Lipsia e la eseguì per la prima volta il 22 aprile 1725. È la prima di nove cantate su testi di Christiana Mariana von Ziegler, che Bach compose alla fine del suo secondo ciclo annuale di cantate di Lipsia. Basandosi sulla lettura evangelica del Commiato di Gesù, dove egli, annunciando la sua partenza, pronunzia: "la vostra tristezza si trasformerà in gioia". Qui Bach contrappone la musica del dolore e della gioia, in particolare nell'insolito primo movimento, dove inserisce un quasi recitativo arioso di Gesù nell'ambiente corale fugale. L'architettura del movimento combina elementi della consueta forma del concerto con la forma più antica del mottetto, più legata al testo. Bach compone un insolito flauto piccolo barocco come strumento obbligato in un'aria che contempla il dolore per la mancanza di Gesù, a cui si rivolge come un medico che guarirà le ferite dei peccati. Bach suona una tromba in un solo movimento, un'aria che esprime la gioia per il predetto ritorno di Gesù. La cantata, suddivisa in sei movimenti, si conclude con un corale, con testo la nona strofa dell'inno di Paul Gerhardt "Barmherzger Vater, höchster Gott".

## Organico e struttura
La cantata richiede tre solisti e coro SATB, un flauto piccolo, due oboi d'amore, violini primi, secondi, viola e basso continuo.
1. Coro e arioso (basso solo): Ihr werdet weinen und heulen;
2. Recitativo (tenore): Wer sollte nicht in Klagen untergehn
3. Aria (contralto): Kein Arzt ist außer dir zu finden
4. Recitativo (contralto): Du wirst mich nach der Angst auch wiederum erquicken
5. Aria (tenore): Erholet euch, betrübte Sinnen
6. Corale: Ich hab dich einen Augenblick